# Atlético de Bilbao 1967-1968
Questa voce raccoglie le informazioni riguardanti l'Atlético de Bilbao nelle competizioni ufficiali della stagione 1967-1968.

## Stagione
Nella stagione 1967-1968 l'Athletic Club disputa il trentasettesimo campionato di massima serie della sua storia giungendo settimo.

## Rosa
Rosa aggiornata al 2 febbraio 2015.
| N. |                   | Ruolo | Calciatore                   |
| -- | ----------------- | ----- | ---------------------------- |
|    | Spagna (bandiera) | P     | José Ángel Iribar            |
|    | Spagna (bandiera) | P     | Juan Manuel Zamora           |
|    | Spagna (bandiera) | P     | Juan Antonio Deusto          |
|    | Spagna (bandiera) | D     | Iñaki Sáez                   |
|    | Spagna (bandiera) | D     | José Ramón Betzuen           |
|    | Spagna (bandiera) | D     | Luis María Etxeberria        |
|    | Spagna (bandiera) | D     | José Ramón Martínez Larrauri |
|    | Spagna (bandiera) | D     | José María Orúe              |
|    | Spagna (bandiera) | D     | Jesús Aranguren              |
|    | Spagna (bandiera) | C     | Luis María Zugazaga          |
|    | Spagna (bandiera) | C     | Koldo Aguirre                |

| N. |                   | Ruolo | Calciatore           |
| -- | ----------------- | ----- | -------------------- |
|    | Spagna (bandiera) | C     | Ignacio Arroyo       |
|    | Spagna (bandiera) | C     | José María Argoitia  |
|    | Spagna (bandiera) | C     | Nicolás Estéfano     |
|    | Spagna (bandiera) | C     | Juan María Zorriketa |
|    | Spagna (bandiera) | C     | Enrique Arraiz       |
|    | Spagna (bandiera) | A     | Fidel Uriarte        |
|    | Spagna (bandiera) | A     | Javier Ormaza        |
|    | Spagna (bandiera) | A     | Pedro Lavín          |
|    | Spagna (bandiera) | A     | Antón Arieta         |
|    | Spagna (bandiera) | A     | Txetxu Rojo          |

## Risultati

### Primera División

#### Girone d'andata
| Arbitro: | Jaime Oliva Fortuny |

|                       |           |  |
| Uriarte 36’, 42’, 79’ | Marcatori |  |

| Arbitro: | Agustín Ruiz Alciturri |

|          |           |  |
| Vavá 11’ | Marcatori |  |

| Bilbao 24 settembre 1967 3ª giornata | Atlético Bilbao     | 0 – 0 referto | Barcellona | Estadio de San Mamés\| Arbitro: \| Antonio Rigo Sureda \| |
| Arbitro:                             | Antonio Rigo Sureda |               |            |                                                           |

| Arbitro: | Antonio Rigo Sureda |

|               |           |             |
| Esperanza 86’ | Marcatori | 70’ Uriarte |

| Arbitro: | Vicente Lloris Antonino |

|            |           |                                       |
| Arieta 20’ | Marcatori | 59’ (aut.) Aranguren 70’ (rig.) Gento |

| Arbitro: | Jaime Oliva Fortuny |

|                       |           |                   |
| Otiñano 3’ Aragón 70’ | Marcatori | 77’, 80’ Estéfano |

| Arbitro: | Antonio Rigo Sureda |

|                 |           |                                       |
| Arieta 31’, 36’ | Marcatori | 59’ (aut.) Aranguren 70’ (rig.) Gento |

| Arbitro: | Narciso Barrenechea De Miguel |

|               |           |             |
| Silvestre 46’ | Marcatori | 14’ Uriarte |

| Arbitro: | Jaime Oliva Fortuny |

|                        |           |  |
| Uriarte 6’ Argoitia 8’ | Marcatori |  |

| Arbitro: | Narciso Barrenechea De Miguel |

|                 |           |            |
| Cayetano Ré 25’ | Marcatori | 8’ Uriarte |

| Arbitro: | Vicente Lloris Antonino |

|              |           |  |
| Gilberto 75’ | Marcatori |  |

| Arbitro: | Narciso Barrenechea De Miguel |

|                                                      |           |            |
| Argoitia 6’, 14’ Arieta 9’ Uriarte 24’, 71’ Rojo 67’ | Marcatori | 60’ Gárate |

| Arbitro: | Jaime Oliva Fortuny |

|                         |           |                               |
| Poli 6’ Ansola 52’, 53’ | Marcatori | 30’, 36’ Estéfano 81’ Uriarte |

| Arbitro: | Jaime Oliva Fortuny |

|                                                                       |           |  |
| Aranguren 8’ Uriarte 12’, 41’, 49’, 57’, 82’ (rig.) Estéfano 32’, 64’ | Marcatori |  |

| Arbitro: | Vicente Lloris Antonino |

|           |           |                         |
| Palau 52’ | Marcatori | 38’ (rig.), 74’ Uriarte |

#### Girone di ritorno
| Arbitro: | Jaime Oliva Fortuny |

|                        |           |            |
| Panella 43’ Parrés 46’ | Marcatori | 3’ Aguirre |

| Arbitro: | Agustín Ruiz Alciturri |

|                                     |           |  |
| Argoitia 15’ Uriarte 66’ Arieta 83’ | Marcatori |  |

| Arbitro: | Antonio Rigo Sureda |

|              |           |  |
| Oliveros 44’ | Marcatori |  |

| Arbitro: | Jaime Oliva Fortuny |

|             |           |          |
| Aguirre 30’ | Marcatori | 45’ Neme |

| Madrid 11 febbraio 1968 20ª giornata | Real Madrid             | 0 – 0 referto | Atlético Bilbao | Stadio Santiago Bernabéu\| Arbitro: \| Vicente Lloris Antonino \| |
| Arbitro:                             | Vicente Lloris Antonino |               |                 |                                                                   |

| Arbitro: | Jaime Oliva Fortuny |

|                                         |           |  |
| Arieta 4’, 55’ Estéfano 11’ Uriarte 85’ | Marcatori |  |

| Arbitro: | Agustín Ruiz Alciturri |

|                         |           |                                    |
| Bergara 59’ (rig.), 68’ | Marcatori | 34’ Arieta 36’ (rig.), 79’ Uriarte |

| Arbitro: | Narciso Barrenechea De Miguel |

|             |           |               |
| Aguirre 57’ | Marcatori | 72’ Mendiluce |

| Arbitro: | Jaime Oliva Fortuny |

|                |           |  |
| Santamaria 87’ | Marcatori |  |

| Arbitro: | Vicente Lloris Antonino |

|            |           |                          |
| Arieta 20’ | Marcatori | 16’ Amas 35’ Cayetano Ré |

| Arbitro: | Jaime Oliva Fortuny |

|  |           |              |
|  | Marcatori | 89’ Gilberto |

| Arbitro: | Narciso Barrenechea De Miguel |

|                           |           |  |
| Aragonés 49’ Adelardo 50’ | Marcatori |  |

| Arbitro: | Jaime Oliva Fortuny |

|            |           |  |
| Arieta 21’ | Marcatori |  |

| Arbitro: | Jaime Oliva Fortuny |

|                                                          |           |                                 |
| Uriarte 12’, 41’, 49’, 57’, 82’ (rig.) Estéfano 32’, 64’ | Marcatori | 16’, 55’ Arieta 16’, 55’ Arieta |

| Arbitro: | Vicente Lloris Antonino |

|            |           |           |
| Uriarte 5’ | Marcatori | 14’ Palau |

### Coppa del Re
| Bilbao 12 maggio 1968 Sedicesimi di finale - Andata | Atlético Bilbao | 1 – 0 referto | Alcoyano | Estadio de San Mamés |

| Alcoy (Spagna) 19 maggio 1968 Sedicesimi di finale - Ritorno | Alcoyano | 1 – 4 referto | Atlético Bilbao | Stadio El Collao |

| Bilbao 26 maggio 1968 Ottavi di finale - Andata | Atlético Bilbao | 6 – 0 referto | Las Palmas | Estadio de San Mamés |

| Las Palmas de Gran Canaria 2 giugno 1968 Ottavi di finale - Ritorno | Las Palmas | 0 – 2 referto | Atlético Bilbao | Estadio Insular |

| Barcellona 8 giugno 1968 Quarti di finale - Andata | Barcellona | 3 – 1 referto | Atlético Bilbao | Camp Nou |

| Bilbao 15 giugno 1968 Quarti di finale - Ritorno | Atlético Bilbao | 0 – 0 referto | Barcellona | Estadio de San Mamés |

### Coppa delle Fiere
| Copenaghen 13 settembre 1967 Primo turno - Andata | Frem      | 0 – 1 referto | Atlético Bilbao | Valby Idrætspark |
| \| \| \| \| \| \| Marcatori \| 24’ Arroyo \|      |           |               |                 |                  |
|                                                   |           |               |                 |                  |
|                                                   | Marcatori | 24’ Arroyo    |                 |                  |

| Bilbao 20 settembre 1967 Primo turno - Ritorno                                                | Atlético Bilbao | 3 – 2 referto             | Frem | Estadio de San Mamés |
| \| \| \| \| \| Arraiz 17’ Uriarte 50’ Arieta 78’ \| Marcatori \| 20’ Nielsen 56’ Printzlau \| |                 |                           |      |                      |
|                                                                                               |                 |                           |      |                      |
| Arraiz 17’ Uriarte 50’ Arieta 78’                                                             | Marcatori       | 20’ Nielsen 56’ Printzlau |      |                      |

| Bordeaux 25 ottobre 1967 Secondo turno - Andata                                | Bordeaux  | 1 – 3 referto                   | Atlético Bilbao | Stadio Jacques Chaban-Delmas |
| \| \| \| \| \| Abossolo 75’ \| Marcatori \| 19’ Rojo 55’ Arieta 79’ Uriarte \| |           |                                 |                 |                              |
|                                                                                |           |                                 |                 |                              |
| Abossolo 75’                                                                   | Marcatori | 19’ Rojo 55’ Arieta 79’ Uriarte |                 |                              |

| Bilbao 8 novembre 1967 Secondo turno - Ritorno | Atlético Bilbao | 1 – 0 referto | Bordeaux | Estadio de San Mamés |
| \| \| \| \| \| Estéfano 68’ \| Marcatori \| \| |                 |               |          |                      |
|                                                |                 |               |          |                      |
| Estéfano 68’                                   | Marcatori       |               |          |                      |

| Budapest 13 marzo 1968 Quarti di finale - Andata                          | Ferencváros | 2 – 1 referto | Atlético Bilbao | Albert Flórián Stadion |
| \| \| \| \| \| Albert 12’ Novák 30’ (rig.) \| Marcatori \| 58’ Betzuen \| |             |               |                 |                        |
|                                                                           |             |               |                 |                        |
| Albert 12’ Novák 30’ (rig.)                                               | Marcatori   | 58’ Betzuen   |                 |                        |

| Bilbao 27 marzo 1968 Quarti di finale - Ritorno                            | Atlético Bilbao | 1 – 2 referto                | Ferencváros | Estadio de San Mamés |
| \| \| \| \| \| Betzuen 68’ \| Marcatori \| 70’ Branikovits 86’ Fenyvesi \| |                 |                              |             |                      |
|                                                                            |                 |                              |             |                      |
| Betzuen 68’                                                                | Marcatori       | 70’ Branikovits 86’ Fenyvesi |             |                      |

## Statistiche

### Statistiche di squadra
| Competizione           | Punti | In casa | In casa | In casa | In casa | In casa | In casa | In trasferta | In trasferta | In trasferta | In trasferta | In trasferta | In trasferta | Totale | Totale | Totale | Totale | Totale | Totale | DR  |
| Competizione           | Punti | G       | V       | N       | P       | Gf      | Gs      | G            | V            | N            | P            | Gf           | Gs           | G      | V      | N      | P      | Gf     | Gs     | DR  |
| ---------------------- | ----- | ------- | ------- | ------- | ------- | ------- | ------- | ------------ | ------------ | ------------ | ------------ | ------------ | ------------ | ------ | ------ | ------ | ------ | ------ | ------ | --- |
| Primera División       | 32    | 15      | 8       | 4       | 3       | 34      | 9       | 15           | 3            | 6            | 6            | 17           | 19           | 30     | 11     | 10     | 9      | 51     | 28     | +23 |
| Coppa del Generalísimo |       | 3       | 2       | 1       | 0       | 7       | 0       | 3            | 2            | 0            | 1            | 7            | 4            | 6      | 4      | 1      | 1      | 14     | 4      | +10 |
| Coppa delle Fiere      |       | 3       | 2       | 0       | 1       | 5       | 4       | 3            | 2            | 0            | 1            | 5            | 3            | 6      | 4      | 0      | 2      | 10     | 7      | +3  |
| Totale                 |       | 21      | 13      | 5       | 4       | 46      | 13      | 21           | 7            | 6            | 8            | 29           | 27           | 42     | 20     | 11     | 12     | 75     | 39     | +36 |

### Andamento in campionato
| Giornata  | 1 | 2 | 3 | 4 | 5  | 6 | 7 | 8 | 9 | 10 | 11 | 12 | 13 | 14 | 15 | 16 | 17 | 18 | 19 | 20 | 21 | 22 | 23 | 24 | 25 | 26 | 27 | 28 | 29 | 30 |
| --------- | - | - | - | - | -- | - | - | - | - | -- | -- | -- | -- | -- | -- | -- | -- | -- | -- | -- | -- | -- | -- | -- | -- | -- | -- | -- | -- | -- |
| Luogo     | C | T | C | T | C  | T | C | T | C | T  | T  | C  | T  | C  | T  | T  | C  | T  | C  | T  | C  | T  | C  | T  | C  | C  | T  | C  | T  | C  |
| Risultato | V | P | N | N | P  | N | V | N | V | N  | P  | V  | N  | V  | V  | P  | V  | P  | N  | N  | V  | V  | N  | P  | P  | P  | P  | V  | V  | N  |
| Posizione | 1 | 4 | 6 | 7 | 10 | 9 | 7 | 6 | 5 | 5  | 8  | 5  | 5  | 5  | 5  | 5  | 5  | 6  | 6  | 6  | 6  | 6  | 6  | 6  | 7  | 8  | 8  | 7  | 6  | 7  |

Fonte:  Classifiche Primera División 1967-1968, su calcio.com.
Legenda:

Luogo: C = Casa; T = Trasferta. Risultato: V = Vittoria; N = Pareggio; P = Sconfitta.

### Statistiche dei giocatori
| Giocatore         | Primera División | Primera División | Primera División | Primera División | Coppa del Generalissimo | Coppa del Generalissimo | Coppa del Generalissimo | Coppa del Generalissimo | Coppa delle Fiere | Coppa delle Fiere | Coppa delle Fiere | Coppa delle Fiere | Totale   | Totale | Totale      | Totale     |
| Giocatore         | Presenze         | Reti             | Ammonizioni      | Espulsioni       | Presenze                | Reti                    | Ammonizioni             | Espulsioni              | Presenze          | Reti              | Ammonizioni       | Espulsioni        | Presenze | Reti   | Ammonizioni | Espulsioni |
| ----------------- | ---------------- | ---------------- | ---------------- | ---------------- | ----------------------- | ----------------------- | ----------------------- | ----------------------- | ----------------- | ----------------- | ----------------- | ----------------- | -------- | ------ | ----------- | ---------- |
| J. A. Iribar      | 25               | -?               | 0                | 0                | ?                       | ?                       | ?                       | ?                       | 6                 | -?                | 2                 | 0                 | 31+      | 0+     | 2+          | 0+         |
| J. M. Zamora      | 1                | -?               | 0                | 0                | ?                       | ?                       | ?                       | ?                       | -                 | -                 | -                 | -                 | 1+       | 0+     | 0+          | 0+         |
| J. A. Deusto      | 5                | -?               | 0                | 0                | ?                       | ?                       | ?                       | ?                       | -                 | -                 | -                 | -                 | 5+       | 0+     | 0+          | 0+         |
| I. Sáez           | 26               | 0                | 0                | 0                | ?                       | ?                       | ?                       | ?                       | 6                 | 0                 | 0                 | 0                 | 32+      | 0+     | 0+          | 0+         |
| J. R. Betzuen     | 11               | 0                | 0                | 0                | ?                       | ?                       | ?                       | ?                       | 3                 | 1                 | 0                 | 0                 | 14+      | 1+     | 0+          | 0+         |
| L. Echeberría     | 28               | 0                | 0                | 0                | ?                       | ?                       | ?                       | ?                       | 6                 | 0                 | 0                 | 0                 | 34+      | 0+     | 0+          | 0+         |
| J. R. M. Larrauri | 29               | 0                | 0                | 0                | ?                       | ?                       | ?                       | ?                       | 6                 | 0                 | 0                 | 0                 | 35+      | 0+     | 0+          | 0+         |
| J. M. Orúe        | 3                | 0                | 0                | 0                | ?                       | ?                       | ?                       | ?                       | -                 | -                 | -                 | -                 | 3+       | 0+     | 0+          | 0+         |
| J. Aranguren      | 27               | 1                | 0                | 0                | ?                       | ?                       | ?                       | ?                       | 6                 | 1                 | 0                 | 0                 | 33+      | 2+     | 0+          | 0+         |
| L. M. Zugazaga    | 6                | 0                | 0                | 0                | ?                       | ?                       | ?                       | ?                       | 3                 | 0                 | 0                 | 0                 | 9+       | 0+     | 0+          | 0+         |
| K. Aguirre        | 15               | 3                | 0                | 0                | ?                       | ?                       | ?                       | ?                       | 3                 | 0                 | 0                 | 0                 | 18+      | 3+     | 0+          | 0+         |
| I. Arroyo         | 3                | 0                | 0                | 0                | ?                       | ?                       | ?                       | ?                       | 1                 | 1                 | 0                 | 0                 | 4+       | 1+     | 0+          | 0+         |
| J. M. Argoitia    | 30               | 4                | 0                | 0                | ?                       | ?                       | ?                       | ?                       | -                 | -                 | -                 | -                 | 30+      | 4+     | 0+          | 0+         |
| N. Estéfano       | 24               | 7                | 0                | 0                | ?                       | ?                       | ?                       | ?                       | 3                 | 1                 | 0                 | 0                 | 27+      | 8+     | 0+          | 0+         |
| J. M. Zorriketa   | 8                | 0                | 0                | 0                | ?                       | ?                       | ?                       | ?                       | 3                 | 0                 | 0                 | 0                 | 11+      | 0+     | 0+          | 0+         |
| E. Arraiz         | 1                | 0                | 0                | 0                | ?                       | ?                       | ?                       | ?                       | 1                 | 1                 | 0                 | 0                 | 2+       | 1+     | 0+          | 0+         |
| F. Uriarte        | 24               | 22               | 0                | 0                | ?                       | ?                       | ?                       | ?                       | 5                 | 2                 | 0                 | 0                 | 29+      | 24+    | 0+          | 0+         |
| J. Ormaza         | 4                | 0                | 0                | 0                | ?                       | ?                       | ?                       | ?                       | 1                 | 0                 | 0                 | 0                 | 5+       | 0+     | 0+          | 0+         |
| P. Lavín          | 6                | 0                | 0                | 0                | ?                       | ?                       | ?                       | ?                       | 1                 | 0                 | 0                 | 0                 | 7+       | 0+     | 0+          | 0+         |
| A. Arieta         | 28               | 12               | 0                | 0                | ?                       | ?                       | ?                       | ?                       | 6                 | 2                 | 0                 | 0                 | 34+      | 14+    | 0+          | 0+         |
| T. Rojo           | 27               | 2                | 0                | 1                | ?                       | ?                       | ?                       | ?                       | 6                 | 1                 | 0                 | 0                 | 33+      | 3+     | 0+          | 1+         |